# Viking Fotballklubb
Il Viking Fotballklubb, meglio noto come Viking F.K. o Viking, è una società calcistica norvegese con sede nella città di Stavanger. Milita in Eliteserien, la massima serie del campionato norvegese di calcio.
Fondato nel 1899, è una delle squadre più vincenti della Norvegia, avendo conquistato 8 titoli nazionali, il più recente dei quali risale al 1991, e 6 Coppe di Norvegia, l'ultima delle quali nel 2019.

## Palmarès

### Competizioni nazionali
- Campionato norvegese: 8

1957-1958, 1972, 1973, 1974, 1975, 1979, 1982, 1991
- Coppa di Norvegia: 6

1953, 1959, 1979, 1989, 2001, 2019
- 1. divisjon: 1

2018

### Competizioni giovanili
- Norgesmesterskapet G19: 4

1965, 1979, 1995, 2003
- Norgesmesterskapet G16: 2

2009, 2021

### Altri piazzamenti
- Campionato norvegese:

Secondo posto: 1981, 1984
Terzo posto: 1954-1955, 1968, 1971, 1978, 1994, 1996, 2000, 2001, 2021, 2024
Semifinalista: 1947-1948
- Coppa di Norvegia:

Finalista: 1933, 1947, 1974, 1984, 2000
Semifinalista: 1925, 1935, 1938, 1948, 1955, 1956, 1958, 1963, 1966, 1973, 1978, 1981, 1982, 1992, 1997, 2021-2022, 2025
- Coppa di Norvegia giovanile:

Finalista: 1969, 1970, 1981, 1992, 1996, 1998
- UEFA Fair Play ranking: 2

1994-1995, 2004-2005

## Storia recente
| Stag. | Pos. | G  | V  | N  | P  | GF | GS | Pt. | Coppa        | Note |
| ----- | ---- | -- | -- | -- | -- | -- | -- | --- | ------------ | ---- |
| 1998  | 4    | 26 | 14 | 4  | 8  | 66 | 44 | 46  | ottavi di f. |      |
| 1999  | 8    | 26 | 11 | 3  | 12 | 51 | 48 | 36  | ottavi di f. |      |
| 2000  | 3    | 26 | 13 | 6  | 7  | 51 | 39 | 45  | finalista    |      |
| 2001  | 3    | 26 | 14 | 7  | 5  | 43 | 29 | 49  | vincitore    |      |
| 2002  | 4    | 26 | 11 | 11 | 4  | 44 | 31 | 44  | quarti di f. |      |
| 2003  | 5    | 26 | 9  | 10 | 7  | 46 | 34 | 37  | ottavi di f. |      |
| 2004  | 9    | 26 | 7  | 12 | 7  | 31 | 33 | 33  | 3º turno     |      |
| 2005  | 5    | 26 | 12 | 5  | 9  | 37 | 32 | 41  | ottavi di f. |      |
| 2006  | 11   | 26 | 8  | 5  | 13 | 31 | 37 | 29  | quarti di f. |      |
| 2007  | 3    | 26 | 13 | 6  | 7  | 50 | 40 | 47  | quarti di f. |      |
| 2008  | 6    | 26 | 11 | 6  | 9  | 38 | 32 | 39  | 3º turno     |      |
| 2009  | 10   | 30 | 9  | 11 | 10 | 38 | 40 | 38  | 3º turno     |      |
| 2010  | 9    | 30 | 10 | 11 | 9  | 48 | 41 | 41  | quarti di f. |      |
| 2011  | 11   | 30 | 9  | 10 | 11 | 33 | 40 | 37  | quarti di f. |      |
| 2012  | 5    | 30 | 14 | 7  | 9  | 41 | 36 | 49  | 4º turno     |      |
| 2013  | 5    | 30 | 12 | 10 | 8  | 41 | 36 | 46  | 3º turno     |      |
| 2014  | 10   | 30 | 8  | 12 | 10 | 42 | 42 | 36  | quarti di f. |      |
| 2015  | 5    | 30 | 17 | 2  | 11 | 53 | 39 | 53  | semifinale   |      |
| 2016  | 8    | 30 | 12 | 7  | 11 | 33 | 35 | 24  | 3º turno     |      |
| 2017  | 16   | 30 | 6  | 6  | 18 | 33 | 57 | 43  | 2º turno     | [1]  |
| 2018  | 1    | 30 | 20 | 1  | 9  | 68 | 44 | 61  | 2º turno     | [2]  |
| 2019  | 5    | 30 | 13 | 8  | 9  | 55 | 42 | 47  | vincitore    |      |
| 2020  | 6    | 30 | 12 | 8  | 10 | 54 | 52 | 44  | annullata    |      |
| 2021  |      |    |    |    |    |    |    |     |              |      |

## Record
- Massima vittoria in campionato: 8-1 al Rosenborg, 12 agosto 1984
- Massima vittoria in campo internazionale: 11-0 al Principat, Andorra, 26 agosto 1999 (Coppa UEFA)
- Peggior sconfitta: 2-11 dal Lyn, 28 luglio 1968
- Record di spettatori allo Stavanger Stadion: 19.563, in un match contro l'Odd, 1959
- Record di spettatori al Viking Stadion: 16.448, in un match contro il Lyn, 2007
- Record di presenze: 551, Svein Kvia
- Record di gol: 202, Reidar Kvammen
- Record di presenze in nazionale di un giocatore del Viking: 97, Erik Thorstvedt

### Record in dettaglio
| Pres. | Naz.                | Giocatore             |
| 551   | Norvegia (bandiera) | Svein Kvia            |
| 523   | Norvegia (bandiera) | Sigbjørn Slinning     |
| 501   | Norvegia (bandiera) | Erik Johannessen      |
| 500   | Norvegia (bandiera) | Torbjørn Svendsen     |
| 482   | Norvegia (bandiera) | Sverre Andersen       |
| 425   | Norvegia (bandiera) | Bjarte Lunde Aarsheim |
| 414   | Norvegia (bandiera) | Olav Nilsen           |

| Reti | Naz.                | Giocatore          |
| 202  | Norvegia (bandiera) | Reidar Kvammen     |
| 181  | Norvegia (bandiera) | Trygve Johannessen |
| 180  | Norvegia (bandiera) | William Danielsen  |
| 176  | Norvegia (bandiera) | Arthur Kvammen     |
| 167  | Norvegia (bandiera) | Egil Østenstad     |
| 146  | Norvegia (bandiera) | Åsbjørn Skjærpe    |
| 124  | Norvegia (bandiera) | Håkon Kindervåg    |

| Pres. | Reti | Naz.                | Giocatore         |
| 97    | -    | Norvegia (bandiera) | Erik Thorstvedt   |
| 62    | 19   | Norvegia (bandiera) | Olav Nilsen       |
| 51    | 17   | Norvegia (bandiera) | Reidar Kvammen    |
| 42    | 1    | Norvegia (bandiera) | Sigbjørn Slinning |
| 41    | -    | Norvegia (bandiera) | Sverre Andersen   |
| 39    | -    | Norvegia (bandiera) | Thomas Myhre      |
| 38    | 3    | Norvegia (bandiera) | Svein Kvia        |
| 33    | -    | Norvegia (bandiera) | Bjarne Berntsen   |

## Organico

### Rosa 2025
Rosa aggiornata al 15 aprile 2025.
| N. |                          | Ruolo | Calciatore          |
| -- | ------------------------ | ----- | ------------------- |
| 1  | Norvegia (bandiera)      | P     | Arild Østbø         |
| 2  | Norvegia (bandiera)      | D     | Herman Haugen       |
| 3  | Norvegia (bandiera)      | D     | Viljar Vevatne      |
| 4  | Norvegia (bandiera)      | D     | Martin Ove Roseth   |
| 5  | Norvegia (bandiera)      | D     | Henrik Heggheim     |
| 6  | Australia (bandiera)     | D     | Gianni Stensness    |
| 7  | Norvegia (bandiera)      | A     | Sander Svendsen     |
| 8  | Nuova Zelanda (bandiera) | C     | Joe Bell            |
| 9  | Australia (bandiera)     | A     | Nicholas D'Agostino |
| 10 | Norvegia (bandiera)      | C     | Zlatko Tripić       |
| 11 | Norvegia (bandiera)      | C     | Yann-Erik de Lanlay |
| 12 | Norvegia (bandiera)      | P     | Magnus Rugland Ree  |
| 13 | Norvegia (bandiera)      | P     | Kristoffer Klaesson |
| 17 | Norvegia (bandiera)      | A     | Edvin Austbø        |
| 18 | Norvegia (bandiera)      | D     | Sondre Bjørshol     |

| N. |                        | Ruolo | Calciatore              |
| -- | ---------------------- | ----- | ----------------------- |
| 19 | Norvegia (bandiera)    | C     | Kristoffer Askildsen    |
| 20 | Danimarca (bandiera)   | A     | Peter Buch Christiansen |
| 21 | Danimarca (bandiera)   | D     | Anders Bærtelsen        |
| 22 | Australia (bandiera)   | D     | Franco Lino             |
| 23 | Slovenia (bandiera)    | D     | Jošt Urbančič           |
| 24 | Norvegia (bandiera)    | D     | Vetle Auklend           |
| 25 | Norvegia (bandiera)    | D     | Henrik Falchener        |
| 26 | Norvegia (bandiera)    | C     | Simen Kvia-Egeskog      |
| 27 | Stati Uniti (bandiera) | C     | Christian Cappis        |
| 28 | Islanda (bandiera)     | A     | Hilmir Rafn Mikaelsson  |
| 30 | Norvegia (bandiera)    | P     | Thomas Kinn             |
| 31 | Norvegia (bandiera)    | C     | Niklas Fuglestad        |
| 32 | Norvegia (bandiera)    | C     | Kasper Sætherbø         |
| 33 | Norvegia (bandiera)    | C     | Jakob Segadal Hansen    |
| 35 | Norvegia (bandiera)    | D     | Tobias Moi              |

### Staff

#### Staff tecnico
| Allenatore           | Bjarte Lunde Aarsheim |
| Vice-allenatori      | Morten Jensen         |
| Allenatore giovani   | Gary Goodchild        |
| Allenatore sviluppo  | Geir Lunde            |
| Allenatore portieri  | Kurt Hegre            |
| Preparatore atletico | Thor Arne Aasen       |
| Fisioterapista       | Stian Rosnes          |

#### Staff amministrativo
| Presidente           | Stig Christiansen              |
| Direttore            | Erik Forgaard                  |
| Dirett. Sez. Calcio  | Egil Østenstad                 |
| Direttore marketing  | Hans-Øyvind Sagen              |
| Assistenti marketing | Børge Moi Nilsen, Arild Gjerde |